# Tetsuya Okabe
Pour les articles homonymes, voir Okabe (homonymie).
Tetsuya Okabe (né le 15 mai 1965 à Otaru) est un ancien skieur alpin japonais.

## Coupe du monde
- Meilleur classement final: 22e en 1990.
- Meilleur résultat: 2e.